# Exercise Tiger (1944)
Die Exercise Tiger (1944) (englisch für: Übung Tiger) war ein während des Zweiten Weltkriegs an den Slapton Sands im englischen Devon am Ärmelkanal durchgeführtes gemeinsames Militärmanöver britischer und US-amerikanischer Streitkräfte. Hier trainierten alliierte Truppen abschließend Ende April 1944 für die Landung in der Normandie (D-Day); deshalb wurde die Operation bis August 1944 geheim gehalten.
Kommunikations- und Koordinationsprobleme führten zu einem ersten Unglück. Die britische Marine beschoss, nachdem der Zeitpunkt der Landung verschoben worden war, zu früh gelandete US-amerikanische Soldaten am Morgen des 27. April am Zielort Slapton Sands. Weit verheerender war ein Angriff von neun deutschen Schnellbooten unter dem Kommando von Bernd Klug. Sie versenkten in der Nacht vom 27. auf den 28. April zwei von acht Landungsbooten der zweiten Welle auf See im Gebiet vor der Lyme Bay und beschädigten ein weiteres, wobei 946 US-Soldaten starben.

## Training der Landeoperationen
Ende 1943 beschloss die britische Regierung, Trainingsorte für den D-Day einzurichten und bestimmte dafür u. a. Slapton Sands, einen Strand zwischen den Dörfern Torcross und Slapton in der Grafschaft Devon. Die US-amerikanischen Kräfte, die am Strandabschnitt Utah Beach landen sollten, nahmen dort an Übungen teil, da er den Bedingungen des Utah Beach sehr ähnelte: ein bekiester Strand, auf den ein Landstreifen und dann ein See (der Slapton Ley) folgt. Ca. 3000 Einwohner der Gegend um Slapton wurden dafür umgesiedelt.
Die Landeübungen begannen im Dezember 1943. Exercise Tiger selbst war eine abschließende große Übung, die zwischen dem 22. April und dem 30. April 1944 unter der Führung des VII. Korps stattfand. Die Übung beinhaltete alle Aspekte der echten Landung. Hierbei sollten zwei Brückenköpfe geschaffen und gehalten werden.
Insgesamt nahmen mit den Seelandetruppen zusammen 25.000 Soldaten und 2750 Fahrzeuge am Landungsmanöver Tiger (Exercise) teil.

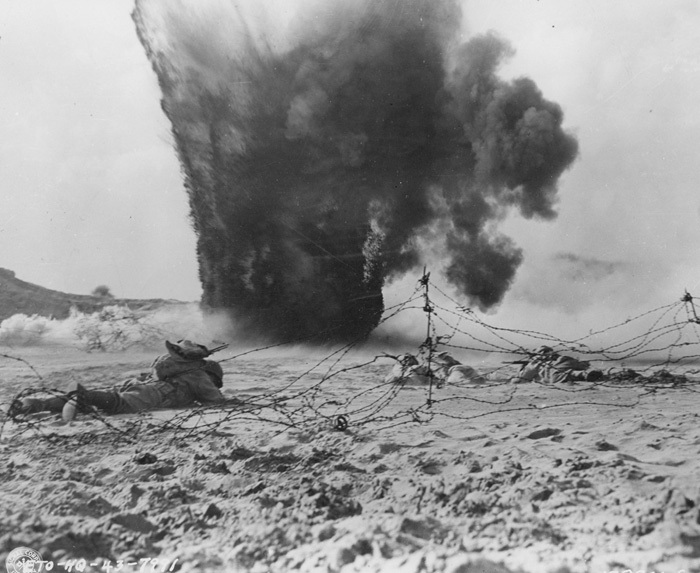
Invasionstraining an der britischen Küste – Manöver mit echter Munition

Neun US-amerikanische Panzerlandungsschiffe (Landing Ship Tank, LST) nahmen an der Übung teil und es wurde scharfe Munition an die Soldaten verteilt.
Die Royal Navy sollte die ganze Übung auf See bewachen bzw. abschirmen. Zu der britischen Flotte gehörten zwei Zerstörer und zwei Motortorpedoboote die den Eingang zur Lyme Bay (nahe der Insel Portland) bewachten. Außerdem patrouillierten Motortorpedoboote in der Küstengegend um Cherbourg, wo deutsche Schnellboote stationiert waren.
In der ersten Phase der Übung sollten Koordinations- und Verladefähigkeiten trainiert werden. Am 26. April legte die Flotte von ihren Auslaufhäfen Plymouth und Dartmouth ab, wendete vor der Lyme Bay und lief zurück in östliche Richtung. Die Flotte sollte in der Morgendämmerung des 27. April die Küste erreichen.

## Der friendly-fire-Vorfall
Bei der Landung sollte über die Köpfe der Soldaten hinweg mit echter Munition geschossen werden. Die dahinterstehende Idee war, dass sich die Soldaten an den Lärm und den Geruch des Krieges gewöhnen sollten. Dies war auf einen direkten Befehl des Generals Dwight D. Eisenhower zurückzuführen, der seine Männer abhärten wollte. Der britische Kreuzer HMS Hawkins sollte den Strand mit echter Munition beschießen. Dafür war ein bestimmter Zeitraum (6:30 bis 7:00 Uhr) bestimmt worden. Zwischen 7.00 und 7.30 hätten Helfer dann den Strand untersucht und um 7.30 wären die Soldaten dann gelandet.
Zahlreiche Landungsschiffe waren jedoch verspätet und der US-Admiral Don P. Moon entschied sich dafür, die Landung auf 8:30 Uhr zu verschieben. Diese Nachricht wurde weitergegeben, aber nicht von allen Truppenteilen empfangen. Im Ergebnis landeten einige Truppen zum ursprünglich geplanten Zeitpunkt und wurden dabei von britischen Schiffen beschossen, wodurch Verluste zu beklagen waren.

## Schnellbootangriff – Schlacht von Lyme Bay
Am frühen Morgen des 28. April griffen unter dem Kommando von Korvettenkapitän Bernd Klug deutsche Schnellboote der 5. Schnellboot-Flottille und 9. Schnellboot-Flottille (unter Götz Freiherr von Mirbach) in Lyme Bay an. Von den zwei Schiffen, die den Konvoi der Invasionsschiffe schützen sollten, war nur eines anwesend. Die Korvette HMS Azalea führte die neun LST in einer straffen Linie an. Diese Formation wurde später kritisiert, da sie ein leichtes Ziel für die deutschen Boote darstellte. Das zweite Schiff, das eigentlich anwesend sein sollte, die HMS Scimitar, war mit einem der LSTs kollidiert, hatte erhebliche Schäden erlitten und war auf dem Weg nach Plymouth zur Reparatur. Die LSTs und das britische Marinehauptquartier hatten verschiedene Funkfrequenzen und die Amerikaner waren daher nicht informiert.
Britische Schiffe, die die beiden deutschen Boote gesichtet hatten, informierten die Korvette und nahmen an, dass die Amerikaner mithörten, was aber nicht der Fall war. Britische Batterien, die den Hafen Salcombe verteidigten, hatten die Deutschen zwar gesichtet, sollten aber nicht das Feuer eröffnen, um nicht zu zeigen, dass Salcombe verteidigt wurde. Mindestens eines der LSTs war mit einer Radaranlage ausgestattet und meldete zwei anlaufende unbekannte Schiffe. Irrtümlich wurden diese für zum eigenen Konvoi gehörend gehalten.
Die deutschen Boote hatten Cherbourg am Abend des 27. April verlassen. Ihnen war der rege Funkverkehr aufgefallen und sie hatten schließlich den Konvoi gesichtet. Sie griffen zwischen 1:30 Uhr und 2:04 Uhr an und versenkten zwei LSTs. Auf diesen hatten sich Soldaten der 1. Spezialpionierbrigade (1. Engineer Special Brigade) der 4. Division des VII. Korps befunden: LST 507 wurde mit Torpedos attackiert und dann in Brand geschossen. LST 531 wurde getroffen und brannte ebenfalls. Beide sanken später. LST 511 wurde zweimal von Torpedos getroffen, diese explodierten aber nicht. Gegen 2:10 Uhr zerstörte ein weiterer Torpedotreffer die Mannschaftsquartiere, das Ruder und die Heckgeschütze von LST 289. LST 289 konnte jedoch Dartmouth gegen 14:30 Uhr mit eigener Kraft erreichen.
Andere LSTs gingen auf volle Fahrt und flohen so vor einem weiteren Angriff. Das LST 515 kehrte nach Armeeberichten um und rettete einige Überlebende.

## Opfer
Die meisten Opfer gab es auf LST 531. Es überlebten nur 290 von insgesamt 744 Soldaten und 282 Seeleuten. An Bord von LST 507 gab es 13 Tote und 22 Verwundete. Die 1. Brigade verlor 413 Soldaten und hatte 16 Verwundete. Die 3206. Quartiermeister-Brigade war förmlich ausgelöscht worden. Von den 251 Offizieren und Soldaten waren 201 getötet oder verwundet. Weitere Kompanien meldeten 69 Tote. Eine vollständige Opferliste gibt es nicht, aber die Aufzeichnungen berichten von mindestens 749 Toten und mehr als 300 teils schwer verwundeten Männern.
Die USS-LST-511 wurde durch friendly fire getroffen. Insgesamt verlor das US-Heer 749 Soldaten – mehr als bei der tatsächlichen Landung am Utah Beach. Außerdem starben 198 Mitglieder der US-Navy.
Die britische Royal Navy verzeichnete keine Verluste.

### Folgen für die alliierte Seite
Der Vorfall wurde geheim gehalten und alle Zeugen zum Schutz der bevorstehenden Landung in der Normandie zu Stillschweigen ermahnt. Nach dem deutschen Angriff wurden allerdings zehn alliierte Geheimnisträger vermisst. Diese waren über die genauen Invasionspläne informiert und da man von alliierter Seite befürchtete, einige könnten gefangen genommen und erfolgreich verhört worden sein, griff man zu einigen Maßnahmen, um die Operation in der Normandie weiter abzusichern: Die Landungsabschnitte in der Normandie wurden hinsichtlich deutscher Truppenverstärkung genau beobachtet und Aktivitäten rund um den Pas de Calais wurden verstärkt, um die Irrtumswahrscheinlichkeit bei den Deutschen zu erhöhen, die Invasion würde dort erfolgen. Die zehn ertrunkenen Offiziere konnten entgegen einiger Wahrscheinlichkeit bei der aufwändigen Suche nach den Opfern gefunden werden.
Es wurden zahlreiche Änderungen eingeführt:
- Einheitliche Frequenzen
- Verbesserte Rettungswesten
- Verbesserte Rettungsmöglichkeiten für über Bord gegangene Soldaten

Erst im August 1944 wurden die Opferzahlen veröffentlicht. Ebenfalls im August 1944, also nach der erfolgreichen Landung in der Normandie unter seinem Kommando, nahm sich Admiral Don P. Moon während einer anlaufenden Invasion an der Côte d’Azur aus nicht bekannten Gründen das Leben.

### Deutsche Seite
Die deutschen Offiziere Korvettenkapitän Götz von Mirbach und Korvettenkapitän Bernd Klug wurden im Wehrmachtbericht vom 28. April erwähnt und hoch dekoriert.

## Gedenken
Auf dem Gedenkstein in Slapton (Slapton Sands memorial plaque) steht:

“Dedicated by the United States of America in honor of the men of the US Army’s 1st Engineer Special Brigade, the 4th Infantry Division, and the VII Corps Headquarters; and the US Navy’s 11th Amphibious Force who perished in the waters of Lyme Bay during the early hours of April 28, 1944.”

„Gewidmet durch die USA zu Ehren der Männer der 1. US Army Special Brigade, der 4. Infanteriedivision und den VII Corps Headquarters; und der 11. Amphibien-Streitkräfte der US-Marine, die in den frühen Morgenstunden des 28. April 1944 in den Gewässern der Lyme Bay verschwanden.“

Der vor Ort aufgewachsene Brite Ken Small schrieb das Buch The Forgotten Dead – Why 946 American Servicemen Died Off The Coast Of Devon In 1944 – And The Man Who Discovered Their True Story (Die vergessenen Toten – Warum amerikanische Soldaten vor der Küste von Devon 1944 starben – und der Mann, der ihre wahre Geschichte entdeckte) und veröffentlichte dieses 1988. In den 1970er Jahren hatte er den Strand nach den schon zuvor immer wieder auftauchenden Hinweisen abgesucht. Ken Small schrieb, dass das Ereignis nicht vertuscht, sondern einfach vergessen worden sei. Charles B. MacDonald, Autor und ehemaliger stellvertretender Chefhistoriker am United States Army Center of Military History schrieb dazu, dass das Ereignis noch während des Krieges im Magazin The Stars and Stripes erwähnt worden sei. Tatsächlich wurde das Ereignis erwähnt, so in Captain Harry C. Butchers My Three Years With Eisenhower (1946).
Ken Small kaufte 1974 einen in der Bucht untergegangenen und dort geborgenen Panzer des amerikanischen 70th Tank Battalion von der US-Regierung. 1984 stellte er ihn als Erinnerung an die für ihre Heimat gestorbenen Soldaten auf. Dabei wurde er unterstützt von privaten Spenden und den lokalen Behörden. Die US-Regierung ehrte ihn später für seine Initiative. Small starb im März 2004 an Krebs – wenige Wochen vor dem 60. Jahrestag der Exercise Tiger.
2006 brachte die Slapton Sands Memorial Tank Limited (eine gemeinnützige Vereinigung, die von Smalls Sohn Dean geleitet wird) in Devon eine Gedenktafel an, die die Namen der verstorbenen Soldaten enthält. 2012 wurde auch am Utah Beach in der Normandie an der Mauer eines ehemaligen deutschen Flak-Bunkers eine Plakette errichtet, die an diese Opfer auf der anderen Seite des Kanals erinnert.
Ein M4-Sherman-Panzer erinnert an die Opfer von Exercise Tiger im Fort Rodman Park in New Bedford, Massachusetts.
1997 stellte die Exercise Tiger Association einen Anker eines LST für Veteranen der Exercise Tiger in der Stadt Mexico, Missouri auf.

## Literarische Verarbeitung
- Francis Cottam verarbeitete das Ereignis in seinem Roman Slapton Sands
- Exercise Tiger war Thema von Kate Ellis’ Buch The Armada Boy (1999).

## Fernsehen
- D-Day Disaster, eine Episode der Channel-4-Dokumentarfilmserie Secret History (1998).
- America’s Secret D-Day Disaster, eine Produktion von Smithsonian Networks (2015).
- Tödliches Manöver: Das Drama vor dem D-Day, ZDFinfo (2016).